# Alan Meknikol
Ser Alan Meknikol (енгл. Alan Wedel Ramsay McNicoll; Viktorija, 3. april 1908. - 11. oktobra 1987. - Kanbera) bio je viši oficir u Kraljevskoj australijskoj mornarici i diplomata. Bio je drugi od četiri sina Voltera Meknikola. Mladi Meknikol imao je plemenito norveško poreklo preko njegove majke. Rođen je u Melburnu i upisao se na Kraljevski australijski pomorski koledž, gde je diplomirao 1926. godine. Dana 14. septembra 1939. godine, jedanaest dana posle izbijanja Drugog svetskog rata, Meknikol je postavljen za vodećeg admirala.
Nakon obuke i imenovanja osoblja u Australiji i Velikoj Britaniji, on je priključen Kraljevskoj mornarici. Meknikol je odlikovan sa Džordžovom medaljom 1941. godine. Služio je na brodu HMS King George V 1942. godine. Meknikol je postavljen na dužnost zaposlenih sa admiralitetom od septembra 1943. godine, i bio uključen u planiranje Normandijskog sletenja. Vratio se u Australiju u oktobru 1944. godine. Meknikol je imenovan za izvršnog odbora krstarice 16. septembra 1945. godine, dve nedelje nakon prestanka neprijateljstava u Pacifičkom teatru.
Godine 1952, Meknikol je imenovan za predsednika odbora za planiranje britanskih nuklearnih testova o Montebelo ostrvima, na obali Zapadne Australije. Kasnije te godine, postao je upravnik teške krstarice u Australiji. Meknikol se odrekao komande u Australiji u julu 1954. godine, i kratko se vratio na dužnost u Kancelariju za mornarice. Meknikol je komandovao brodom dve godine pre nego što je prodat za staro gvoždje, posle čega se vratio u London da studira na Kraljevskom koledžu studija odbrane 1955. godine. Meknikol i njegova supruga su se razveli oktobra 1956. godine. On se vratio u Australiju u februaru 1958. godine i bio je izabran da služi kao zamenik sekretara u Ministarstvu odbrane.
Zauzeo je radno mesto u Londonu i Kanberi pre nego što je postavljen u australijskom pomorskom odboru kao šef osoblja 1960. godine. Njegova karijera je kulminirala unapređivanjem u vice admirala i imenovanjem za prvog pomorskog člana u februaru 1964. godine. Za vreme njegovog mandata je uvedena austalijska pomorska zastava. Meknikol je penzionisan 1968. godine, a umro je 1987. godine u svojoj 79. godini života. Upamćen je kao dobro informisan, intenzivan i vešt administrator.

## Detinjstvo, mladost i karijera
Alan Meknikol je rođen u Melburnskom predgrađu Hotornu (енгл. Hawthorn), Viktorija, 3. aprila 1908. godine. On je drugi od četiri sina Voltera Meknikola (енгл. Walter McNicoll) i Hildur. Volter je bio školski učitelj i policajac. Mladi Meknikol je bio plemenitog norveškog porekla preko svoje majke.
Oženio se, imao je dva sina, Gaja i Entonija, i ćerku Deboru.

## Drugi svetski rat
Meknikol je služio u Vernonu za izbijanje Drugog svetskog rata.
Kasnije, on je prisustvovao ceremoniji u Bakingemskoj palati, gde je formalno bio predstavio svoju Džordž medalju kralja Džordža VI. Meknikol se vratio u Australiju oktobra 1944. godine i tamo je proveo ostatak rata.

## Ambasador i kasniji život
Pri penzionisanju iz mornarice, Meknikol je imenovan od strane australijske vlade kao ambasador u Turskoj. Meknikol je angažovan na svojoj umetnosti u penziji, bio je ljubitelj muzike i strastan ribar.

## Galerija
- Alan Meknikol
- Alan Meknikol kao general
- Alan Meknikol kao mlad
- Meknikolovo venčanje
- Meknikolova priznanja
- U mladim danima